# Lashkar-e-Omar
Lashkar-e-Omar (auch bekannt als Omars Armee, LeO und al-Qanoon) ist eine fundamentalistische Terrororganisation. Die Organisation wurde im Januar 2002 gebildet. Sie ist eine Mischung von einigen terroristischen Organisationen, einschließlich Harkat-ul-Jihad-al-Islami, Lashkar-e-Jhangvi, Laschkar-e-Toiba und Jaish-e Mohammed und hat Mitglieder der Taliban und al-Qaida in ihren Reihen. Ihre erklärte Mission ist, die USA in Pakistan zu attackieren. Ihr ehemaliger Führer ist Qari Abdul Hai (auch bekannt als Qari Asadullah oder Talha), die am 29. Mai 2003 hat im Muzaffargarh verhaftet wurde. Der aktuelle Führer ist bekannt nicht.

## Attacken
Einige Ereignisse werden mit Lashkar-e-Omar verbunden. Es wurde berichtet, dass Lashkar-e-Omar hinter dem Bombenanschlag in der Kirche von Islamabad am 17. März 2002 wurde, bei dem fünf Personen zu Tode kamen und 41 verletzt wurden, stehen. Zwei der Toten waren eine US-Diplomatin und ihre Tochter, der ein Oberstufenschüler war. Einige Monate später am 8. Mai zündete ein Selbstmörder eine Bombe außerhalb des Sheraton-Hotels in Karatschi. Am 14. Juni wurden zehn Personen bei einer Attacke auf das US-Konsulat in Karatschi getötet. Schließlich wurden am 28. Oktober 2002 durch sechs bewaffnete Terroristen in einer Kirche in Bahawalpur in Punjab 17 Christen und ein Polizeioffizier erschossen. Einige Angehörige der Lashkar-e-Omar waren an dem Mord des US-Journalisten Daniel Pearl beteiligt.

## Weblink
- South Asia Terrorism Portal (englisch)